# Omar Pouso
Omar Heber Pouso Osores (28 de febrero de 1980, Mercedes, Uruguay) es un exfutbolista uruguayo que jugaba de centrocampista y su último equipo fue Gimnasia y Esgrima La Plata de la Primera División de Argentina. Actualmente se desempeña como asistente técnico del argentino Gustavo Costas, en la Selección de Bolivia.

## Trayectoria

### Como futbolista
1997-2004: Danubio (Primera División, Uruguay), 2005: Peñarol (Primera División, Uruguay), 2006: Charlton (Premier League, Inglaterra), 2007: Peñarol (Primera División, Uruguay), 2007-2011: Libertad (Primera División, Paraguay) y 2012-2016: Gimnasia y Esgrima La Plata (B Nacional - Primera División, Argentina).
Se consagró campeón en cinco oportunidades a lo largo de su trayectoria. Su primer título fue en Uruguay jugando para Danubio en el año 2004. 
En su exitoso paso por Paraguay, ganó cuatro campeonatos defendiendo la camiseta de Libertad (Torneo 2007, Apertura y Clausura 2008 y Clausura 2010).
En febrero del 2012 se incorporó a Gimnasia y Esgrima La Plata de Argentina, donde militó hasta su retiro en 2016.

### Como entrenador
Pouso comenzó su carrera como entrenador del Club Atlético Argentino Junior Darregueira el 2017. 
El 2020 se incorporó como asistente técnico de Luca Marcogiuseppe del equipo Real Pilar. Cuando Marcogiuseppe aceptó el cargo de entrenador de Unión La Calera, Pouso continuó como entrenador del Real Pilar. El 2021 fue asistente técnico de Leonel Rocco de Defensor Sporting Club.
Durante el 2022 fue asistente técnico del argentino Gustavo Costas, en el Club Deportivo Palestino. A fines de ese mismo año Pouso, como parte del equipo de Costas, asumieron el entrenamiento de la Selección de Bolivia.

## Selección nacional
Debutó con la selección de Uruguay en junio de 2004 ante México. Disputó un total de 16 partidos.

### Participaciones en Copas del Mundo juveniles
| Mundial                               | Sede    | Resultado    | PJ | G |
| ------------------------------------- | ------- | ------------ | -- | - |
| Copa Mundial de Fútbol Sub-20 de 1999 | Nigeria | Cuarto lugar | 6  | 0 |

### Participaciones Internacionales
| Torneo            | Sede | Resultado    | PJ | G |
| ----------------- | ---- | ------------ | -- | - |
| Copa América 2004 | Perú | Tercer lugar | 4  | 0 |

## Clubes

### Como jugador
| Club                        | País       | Año       |
| --------------------------- | ---------- | --------- |
| Danubio                     | Uruguay    | 1997-2004 |
| Peñarol                     | Uruguay    | 2005      |
| Charlton Athletic (cedido)  | Inglaterra | 2006      |
| Peñarol (cedido)            | Uruguay    | 2006      |
| Libertad                    | Paraguay   | 2007-2011 |
| Gimnasia y Esgrima La Plata | Argentina  | 2012-2016 |

### Como entrenador
| Club                                       | País      | Año       |
| ------------------------------------------ | --------- | --------- |
| Club Atlético Argentino Junior Darregueira | Argentina | 2017-2019 |
| Real Pilar                                 | Argentina | 2021      |

### Como asistente
| Club                 | País      | Año       |
| -------------------- | --------- | --------- |
| Real Pilar           | Argentina | 2020      |
| Defensor Sporting    | Uruguay   | 2021      |
| Palestino            | Chile     | 2022      |
| Selección de Bolivia | Bolivia   | 2022-2023 |

## Palmarés

### Campeonatos nacionales
| Título               | Club     | País     | Año  |
| -------------------- | -------- | -------- | ---- |
| Campeonato Uruguayo  | Danubio  | Uruguay  | 2004 |
| Campeonato Paraguayo | Libertad | Paraguay | 2007 |
| Torneo Apertura      | Libertad | Paraguay | 2008 |
| Torneo Clausura      | Libertad | Paraguay | 2008 |
| Campeonato Paraguayo | Libertad | Paraguay | 2010 |